# 赫尔曼·阿克森
赫尔曼·阿克森（德語：Hermann Axen，1916年3月6日—1992年2月15日），犹太人，德国统一社会党政治局委员，中央委员会书记。

## 生平
1916年，出生于莱比锡中产阶级家庭。1932年，加入共产主义青年团。1934年，因参加反法西斯活动被捕，判刑3年，之后流亡法国，参加了巴黎共青团小组。1940年，再次被捕。1942年，入党。
1946年，任自由德国青年联盟中央书记，主管组织、宣传工作。1950年，为中央委员、中央委员会书记，负责宣传鼓动工作。1953年，任柏林专区党委第二书记并在党中央社会科学研究所教联共党史。1956年，任《新德意志报》主编。1958年，为人民议院外交委员会常务委员。1963年，为政治局候补委员。1966年，为中央委员会书记。1970年，为政治局委员，主管党中央外交和国际联络工作。1971年，任人民议院外交委员会主席。1990年，涉嫌贪腐滥用职权，被捕。1992年，去世。